# Probiantes croceus
Probiantes croceus – gatunek kosarza z podrzędu Laniatores i rodziny Biantidae. Jedyny znany przedstawiciel monotypowego rodzaju Probiantes.

## Występowanie
Gatunek został wykazany z indyjskiego, dawnego stanu Bombaj.